# Tre Deckare löser Blodtörstige fågelskrämmans gåta
Alfred Hitchcock och Tre Deckare löser Blodtörstige fågelskrämmans gåta (originaltitel Alfred Hitchcock and the Three Investigators in The Mystery of the Sinister Scarecrow) är den tjugonionde (i Sverige dock tjugoåttonde) delen i den fristående Tre deckare-serien. Boken är skriven av M. V. Carey 1979 och utgiven på svenska 1980 av B. Wahlströms bokförlag med översättning av Lena Fridell.

## Handling
Tre Deckare möter Letitia Radford och Dr Charles Woolley på en gård i Bergen i Santa Monica. De hävdar att de har sett en levande fågelskrämma och efter att någon har lagt myror i den myr- och fågelskrämmerädda Radfords säng ber hon Tre Deckare att lösa mysteriet.